# Laura Hillman
Pour les articles homonymes, voir  Hillman.
Laura Hillman, née Hannelore Wolff, le 16 octobre 1923 à Aurich (Allemagne) et morte le 4 juin 2020 à Rossmor dans le Comté d'Orange en Californie, est une survivante de la Shoah qui survécut grâce à Oskar Schindler.

## Biographie
Laura Hillman est la troisième des cinq enfants de Martin et Karoline Wolff. À treize ans, elle reçoit un journal intime dans lequel elle parle de sa vie et du lilas qui se trouve devant sa maison qui est en fleur chaque année pour l'anniversaire de sa mère, le 8 mai. En 1942, alors qu'elle étudie dans une école juive près de Berlin, elle apprend la mort de son père, tué à Buchenwald et que le reste de sa famille va être déportée. Elle décide de suivre les siens et écrit une lettre aux autorités demandant à être déportée avec sa famille. Sa demande est acceptée mais elle est alors séparée de sa mère et de ses deux frères qui mourront dans les camps. En tout, soixante-trois membres de sa famille périront dans les camps. Ses deux sœurs, Rosel et Hildegard, survivront à la guerre la première vit en Angleterre et la deuxième en Palestine mandataire.
Le 8 mai 1942, Laura Hillman est déportée dans le ghetto de Lublin. Durant sa déportation, elle assiste à la mort de son frère de quinze ans, battu à mort. Elle raconte aussi avoir été violée par un SS. Alors enfermée dans le camp de Budzyń, elle rencontre un autre prisonnier, Bernard « Dick » Hillman qui deviendra son époux. Elle est mise sur la liste d'Oskar Schindler et survit à la guerre dans le camp aménagé par celui-ci en Tchécoslovaquie. Avec les autres prisonniers, elle est libérée par l'Armée rouge le 9 mai 1945. En tout, elle aura survécu à huit camps pendant la guerre.
Laura Hillman épouse Dick le 22 octobre 1945 en Bavière avant que le couple ne parte s'installer à Lakewood en 1957. Pendant plusieurs années, elle travaille dans un atelier de couture puis comme directrice d'un magasin de chocolat. Elle est également guide au Long Beach Museum of Art. Elle devient veuve en 1986 après la mort de son mari d'une maladie cardiovasculaire.
Elle meurt le 4 juin 2020.

## Mémoire de la Shoah
En 1995, elle enregistre un témoignage pour le United States Holocaust Memorial Museum;
En 2005, elle écrit ses mémoires intitulés I Will Plant You a Lilac Tree, a memoir of a Schindler’s list survivor (français : Un lilas pour toi) dans lequel elle raconte son sauvetage. Le titre fait référence à une phrase prononcé par un autre prisonnier, Dick Hillman, qui lui promet de planter un lilas pour elle après la guerre.